# Gerhard Tötschinger
Gerhard Tötschinger, né le 26 juin 1946 à Vienne (Autriche) et mort le 10 août 2016 à Sankt Gilgen (Autriche) d'une embolie pulmonaire est un acteur autrichien.